# Grete Natzler
Grete Natzler, nota anche con lo pseudonimo di Gretel Steininger e di Della Lind (Vienna, 19 giugno 1906 – Key West, 10 giugno 1999), è stata una cantante lirica e attrice austriaca.

## Biografia
Grete Natzler era figlia dell'attore e cantante lirico Leopold Natzler (1860–1926) e sorella dell'attrice Lizzi Natzler. Fece le sue prime apparizioni in Austria e Germania come soprano di operetta. Nei primi anni 1930 apparve in alcuni film tedeschi e inglesi, tra cui The Scotland Yard Mystery (1933), e recitò in varie trasposizioni cinematografiche di operette tedesche. A fine decennio si trasferì negli Stati Uniti, ove fu messa sotto contratto dalla MGM; in questo periodo adottò lo pseudonimo di Della Lind. Tra le sue interpretazioni più celebri si annovera quella di Anna Albert nel film Avventura a Vallechiara (Swiss Miss), con Stanlio e Ollio.
Sposò il compositore Franz Steininger (1906–1974), di cui assunse anche il cognome e assieme al quale riposa presso l'Holy Cross Cemetery di Culver City.

## Filmografia (parziale)
- Vater Radetzky, regia di Karl Leiter (1929)
- Wien, du Stadt der Lieder, regia di Richard Oswald (1930)
- Der keusche Josef, regia di Georg Jacoby (1930)
- Dolly macht Karriere, regia di Anatole Litvak (1930)
- Die Fremde, regia di Fred Sauer (1931)
- Tänzerinnen für Süd-Amerika gesucht , regia di Jaap Speyer (1931)
- Ich heirate meinen Mann, regia di E.W. Emo (1931)
- Der verjüngte Adolar , regia di Georg Jacoby (1931)
- Strohwitwer , regia di Georg Jacoby (1931)
- Der Herzog von Reichstadt, regia di Victor Tourjansky (1931)
- Eine Nacht im Paradies, regia di Carl Lamac (1932)
- L'ultima canzone (Melodie der Liebe), regia di Georg Jacoby (1932)
- Going Gay , regia di Carmine Gallone (1933)
- The Scotland Yard Mystery, regia di Thomas Bentley (1934)
- Mascherata (Maskerade), regia di Willi Forst (1934)
- Peter, regia di Hermann Kösterlitz (Henry Koster) (1934)
- The Student's Romance, regia di Otto Kanturek (1935)
- Avventura a Vallechiara o Noi e... la gonna (Swiss Miss), regia di John G. Blystone, Hal Roach (1938)